# Lene Tystad
Lene Tystad (nacida  en Trondheim) es una jugadora de curling en silla de ruedas y corredora de velocidad en trineo de hielo noruega.

## Carrera
Como corredora de velocidad en trineo de hielo, participó en los Juegos Paralímpicos de Invierno de 1998 y ganó una medalla de bronce en el evento de 1000 m LW11. También participó en tres eventos de carreras de trineos de hielo: 100 m LW11 (quinto lugar), 500 m LW11 (cuarto lugar) y 1500 m LW11 (cuarto lugar). 
Como jugadora de curling en silla de ruedas participó en los Juegos Paralímpicos de Invierno de 2006 y 2010. Fue dos veces campeona de curling del Campeonato Mundial en silla de ruedas (2007, 2008). 

## Equipos y eventos
| Temporada | Skip                | Third              | Secund              | Lead              | Alterno           | Entrenador        | Evento               |
| --------- | ------------------- | ------------------ | ------------------- | ----------------- | ----------------- | ----------------- | -------------------- |
| 2003-04   | Paul Aksel Johansen | Geir Arne Skogstad | Lene Tystad         | Trígono Fissum    |                   | Gry Roaldseth     | WWhCC 2004 (12º)     |
| 2004-05   | Paul Aksel Johansen | Geir Arne Skogstad | Lene Tystad         | Trígono Fissum    | Rune Lorentsen    | Ingrid Claussen   | WWhCC 2005 (quinto)  |
| 2005-06   | Geir Arne Skogstad  | Rune Lorentsen     | Paul Aksel Johansen | Trígono Fissum    | Lene Tystad       |                   | WPG 2006 (cuarto)    |
| 2006-2007 | Rune Lorentsen      | Geir Arne Skogstad | Jostein Stordahl    | Lene Tystad       | Trígono Fissum    | Thoralf Hognestad | WWhCC 2007           |
| 2007-08   | Rune Lorentsen      | Jostein Stordahl   | Geir Arne Skogstad  | Lene Tystad       | Anne Mette Samdal | Thoralf Hognestad | WWhCC 2008           |
| 2008-09   | Rune Lorentsen      | Geir Arne Skogstad | Jostein Stordahl    | Anne Mette Samdal | Lene Tystad       | Thoralf Hognestad | WWhCC 2009 (séptimo) |
| 2009-10   | Rune Lorentsen      | Jostein Stordahl   | Geir Arne Skogstad  | Lene Tystad       | Anne Mette Samdal | Per Christensen   | WPG 2010 (noveno)    |